# Зброя масового ураження

Міжнародна символіка зброї масового ураження

Збро́я ма́сового ура́ження (також збро́я ма́сового зни́щення) — зброя, призначена для спричинення великих людських втрат або масштабних руйнувань. У міжнародній англомовній ЗМІ-лексиці також часто використовують скорочення ABC-зброя (англ. ABC weapons, від atomic, biological or chemical weapons).
Руйнівні чинники зброї масового ураження здебільшого продовжують діяти протягом тривалого часу. Також ЗМУ деморалізує як війська, так і цивільне населення. Рівноцінні наслідки можуть мати місце і в разі застосування звичайної зброї або здійснення терористичних актів на екологічно небезпечних об'єктах, таких як АЕС, дамби і гідровузли, хімічні заводи тощо.
На озброєнні сучасних держав перебувають три основні види зброї масового ураження:
- хімічна зброя;
- біологічна зброя;
- ядерна зброя.

## Характеристики
ЗМУ характеризується великою руйнівною спроможністю та великою територією ураження. Об'єктами можуть бути як самі люди, так і довкілля: родючі ґрунти, місцевість, рослини, тварини.
Уражальні фактори ЗМВ діють як миттєво, так і впродовж деякого часу.
- Вражальні фактори ядерного вибуху — це повітряна ударна хвиля, сейсмічна хвиля, світлове випромінювання (може призвести до займання деяких легкозаймистих речовин, навіть на великих відстанях), проникна радіація, електромагнітний імпульс (миттєва дія), радіоактивне забруднення (діє протягом певного часу).
- У хімічної зброї вражальним чинником є дія отруйної речовини (ОР) певного виду (газоподібного, аерозольного, на поверхні предметів). Час дії ОР залежить від її виду та від метеорологічних умов.
- У біологічної зброї вражальний фактор — збудник хвороби (аерозоль, заражена вода, поверхня предметів). Тривалість дії може змінюватись залежно від збудника та зовнішніх умов від декількох годин до десятків років (природні спалахи сибірки у тварин можуть тривати іноді десятиріччями).

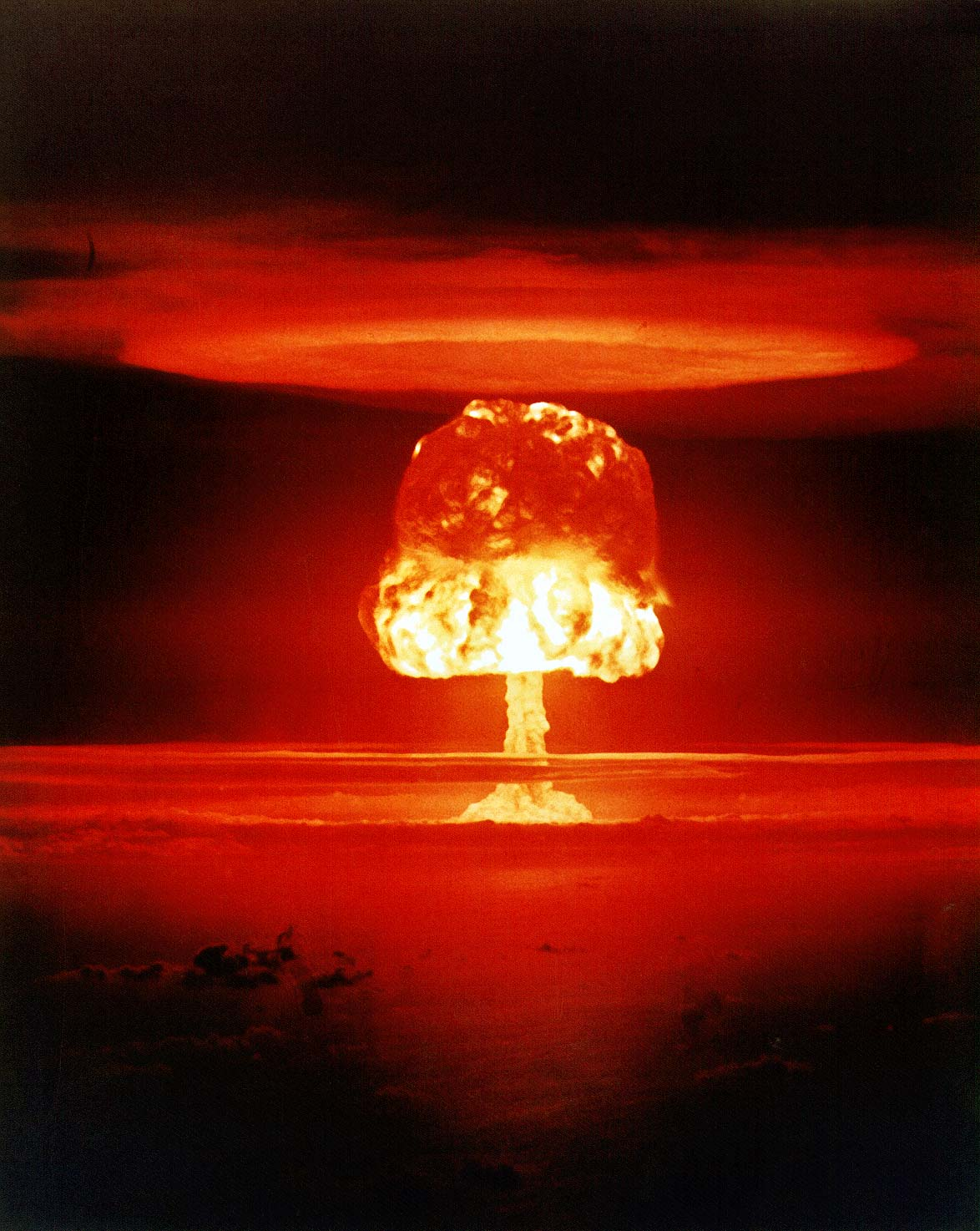
Ядерний вибух

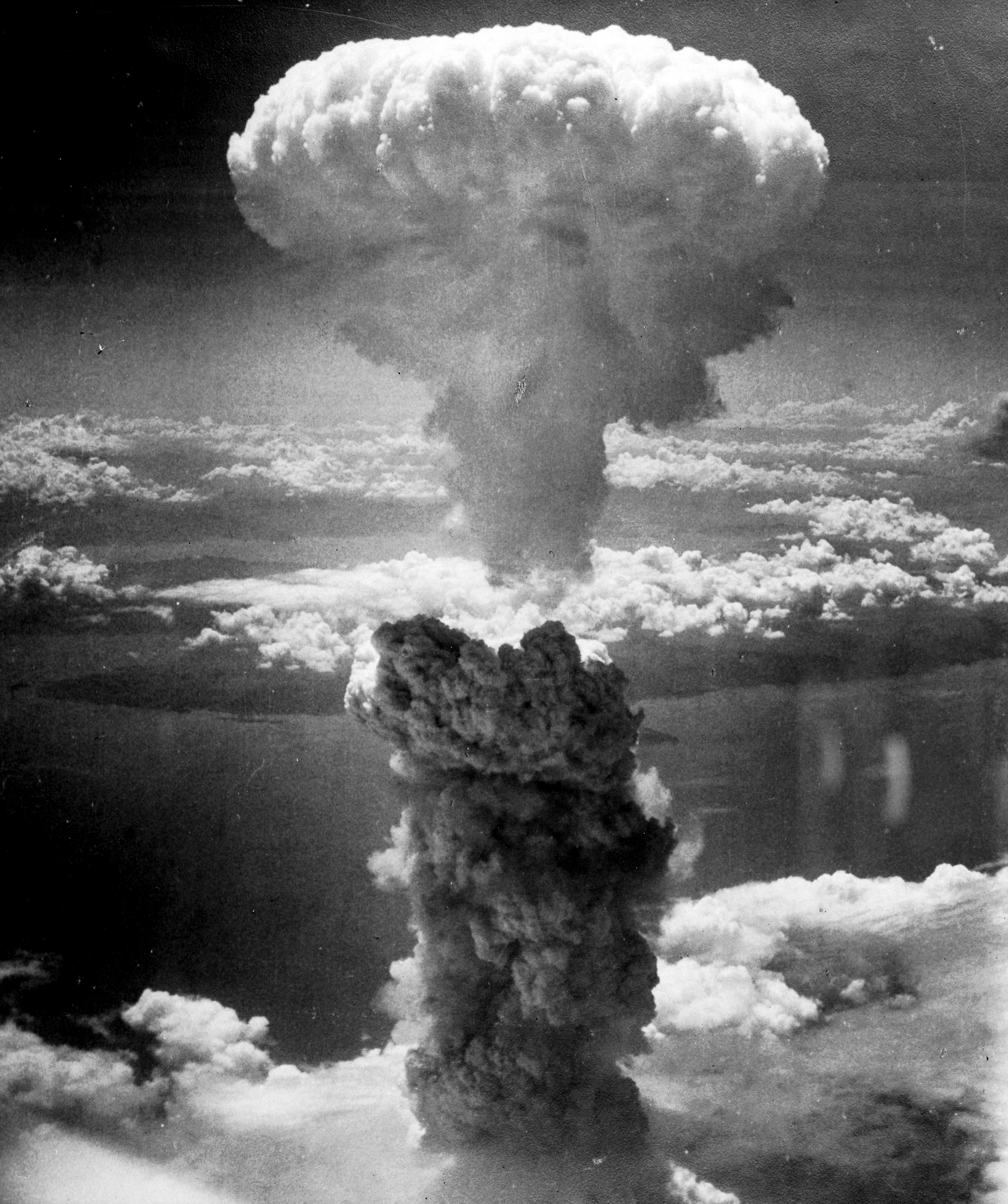
Ядерний вибух у Нагасакі, Японія

Зброя масового ураження гіпотетично може працювати та на інших принципах:
- інфразвукова зброя
- радіологічна зброя
- надрадіочастотна зброя
- генетична зброя
- геофізична зброя або сейсмічна зброя
- променева зброя

Офіційно жодного прийняття на озброєння зразків подібної зброї не оголошено.